# 西村朗
西村 朗（にしむら あきら、1953年9月8日 - 2023年9月7日）は、日本の現代音楽の作曲家。東京音楽大学教授。エリザベート王妃国際音楽コンクール作曲大賞、尾高賞など受賞多数。

## 人物・来歴
大阪市城東区で自転車店を営む父、大阪市城東区役所職員の母の息子として生まれる。幼い頃の夢は比叡山で僧侶になることであったが、小学校5年のとき入った放送部においてシューベルトの『軍隊行進曲』に触れたことでクラシック音楽に惹かれ作曲家を志す。大阪では下村米太郎・大橋博・山田光生らに教えを受けた後、大阪府立旭高等学校時代は池内友次郎に師事。東京藝術大学大学院まで矢代秋雄、野田暉行に師事。1980年（昭和55年）修了。
尚美学園講師などを経て、東京音楽大学・同大学大学院にて教授、東京藝術大学非常勤講師を歴任。
2003年（平成15年）4月から2009年（平成21年）3月までNHK-FM「現代の音楽」の番組担当を務めたのち、2009年（平成21年）4月から2012年（平成24年）3月の番組終了までNHK教育「N響アワー」の司会を務めた。
2015年（平成27年）4月からは再びNHK-FM「現代の音楽」の解説を担当し、晩年の2023年7月収録分（同年9月10日放送）まで務めた。武満徹作曲賞2007年度、ガウデアムス作曲賞2009年度などの多数のコンペティションの審査員も務めた。
2000年（平成12年）よりいずみシンフォニエッタ大阪にて音楽監督を、2010年（平成22年）より草津夏期国際音楽アカデミー&フェスティヴァル音楽監督を務めた。
作風は一貫して旋法的感覚に依拠した。かつて「弦楽四重奏のためのヘテロフォニー」が初演されたとき、その冒頭の音選択にあらためて強い違和感を覚え、直ちに旋法的なものに書き直したほどである。近藤譲と並んで自作の音盤化は豊富な方だが、西村の場合も「紅蓮」や「汨羅の淵より」のようにディスコグラフィーに収録されていない重要作も数多い。晩年は吹奏楽の世界へ新作を書き下ろした。
2023年（令和5年）9月7日午後8時12分、右上顎癌のため東京都内の病院で死去。69歳没。新しく作曲を手掛けていた全3楽章構成のピアノ協奏曲「神秘的合一」のうち先に書かれた第2楽章が遺作となった。
2024年（令和6年）12月からは、いずみシンフォニエッタ大阪にて名誉音楽監督となる。

## 受賞歴
- 1974年 - 日本音楽コンクール作曲部門第第1位[1]
- 1977年 - エリザベート王妃国際音楽コンクール作曲部門大賞[1]・ルイジ・ダルラピッコラ作曲賞[1]
- 1978年 - 舞台芸術創作奨励特別賞
- 1988年・1992年・1993年・2008年・2011年・2022年 - 尾高賞
- 1990年 - 中島健蔵音楽賞[1]
- 1991年 - 京都音楽賞〔実践部門賞〕、レコード・アカデミー賞
- 1994年 - 現代芸術振興財団第1回日本現代芸術振興賞
- 2001年 - エクソンモービル音楽賞
- 2002年 - 第3回別宮賞
- 2005年 - 第36回サントリー音楽賞[1]・第47回毎日芸術賞[1]
- 2008年 - ミュージュック・ペンクラブ音楽賞
- 2013年 - 紫綬褒章受章[9]・大阪市市民表彰
- 2024年-第36回ミュージック・ペンクラブ音楽賞

## 主要作品
現在は全音楽譜出版社の専属作曲家である。かつては音楽之友社からも数作発売されていた。

### 管弦楽曲
- リムーヴス・フォア・オーケストラ
- 二人のソプラノと管弦楽のためのセレモニー
- オーケストラのための前奏曲
- 管弦楽のための変容
- 管弦楽のためのファンファーレ
- 管弦楽のための礼楽
- 交響曲第1番
- 交響曲第2番「3つのオード」
- 交響曲第3番
- 2台のピアノと管弦楽のヘテロフォニー
- 永遠なる渾沌の光の中へ
- 星曼荼羅
- 鳥のヘテロフォニー
- 光の鳥
- メロスの光背
- 黄昏の幻影
- 光の雅歌
- モノディ＜単声哀歌＞
- 蓮華化生
- 光と影の旋律
- 光のマントラ
- 幻影とマントラ
- ベートーヴェンの8つの交響曲による小交響曲
- オーケストラのための＜蘇莫者＞
- 桜人

### 協奏曲
- ピアノ協奏曲第1番「紅蓮」
- ピアノ協奏曲第2番
- ピアノ協奏曲「シャーマン」
- ピアノと室内オーケストラのための「流れ－闇の訪れたあとに」
- ピアノとオーケストラのための「神秘的合一」（遺作[10]）
- フルートと管楽と打楽器のための協奏曲
- ティンパニ協奏曲
- ファゴット協奏曲
- タパス ～ファゴット、打楽器と弦楽のための協奏曲
- クラリネット協奏曲「カヴィラ <天界の鳥>」
- クラリネットと弦楽のための協奏曲「第一のバルド」
- アルトサクソフォン協奏曲「エシ・イン・アニマ（魂の内なる存在）」
- ヴァイオリン協奏曲第一番「残光」
- ヴァイオリン協奏曲第二番「秘密～マニの光」
- ヴィオラ協奏曲「焔と影」
- ヴィオラと弦楽のための協奏曲
- チェロ協奏曲
- ギター協奏曲「天女散花」
- オーボエ協奏曲「迦楼羅」
- オーボエ協奏曲「四神」
- 液状管弦楽のための協奏曲
- ハープ協奏曲「風媒」
- 二重奏協奏曲「光の環」～ヴァイオリン、ピアノとオーケストラのための
- 暁の音楽 ～声明、雅楽とオーケストラのための
- ヴァイオリン、ハープ、クラリネットと管弦楽のための三重協奏曲「胡蝶夢」
- アストラル協奏曲「光の鏡」（オンド・マルトノ協奏曲）

### 室内オーケストラ曲
- 室内交響曲第1番
- 室内交響曲第2番
- 室内交響曲第3番「メタモルフォーシス」
- 室内交響曲第4番「沈黙の声」
- 室内交響曲第5番「リンカネイション ～転生～」
- 室内オーケストラのための「耿」
- オルゴン 室内オーケストラのための
- 太陽の臍 オーケストラと篳篥のための音楽
- ヴィシュヌの臍 ピアノと室内オーケストラのための
- 星の鏡 ピアノと室内オーケストラのための
- ノスタルジア
- 華開世界

### 吹奏楽曲
- 巫楽 ～管楽と打楽器のためのヘテロフォニー
- 秘儀I ～管楽合奏のための
- 秘儀II ～7声部の管楽オーケストラと4人の打楽器奏者のための～
- 秘儀III -旋回舞踊のためのヘテロフォニー - （2015年度全日本吹奏楽コンクール課題曲III、全日本吹奏楽連盟委嘱作品）
- 秘儀IV《行進》（バンド維新2017収録曲）
- 秘儀V《エクリプス》（浜松聖星高等学校吹奏楽部委嘱作品）〈2019〉
- 秘儀Vl《ヘキサグラム》 （ブラス・ヘキサゴン委嘱作品） 〈2020〉
- 秘儀Vll《不死鳥》 （広島ウインドオーケストラ結成25周年記念委嘱作品） 〈2018〉
- 秘儀VIII《地響天籟》 （陸上自衛隊中央音楽隊70周年記念委嘱作品）〈2021〉
- 秘儀Ⅸ《アスラ》 （Wind Orchestra Spark 委嘱作品）〈2023〉

### 現代邦楽
- 邦楽合奏のためのヘテロフォニー
- 夢幻の光 ～雅楽管絃のための
- 十七絃の書 ～独奏十七弦箏のための
- 彩歌 ～箏独奏のための
- 時の虹彩
- 波の入り日 ～十三弦箏と十七弦箏のための
- タクシーム ～独奏二十弦箏のための
- 七重 ～独奏二十弦箏のための
- 時の蜜 ～独奏三絃のための
- 偲琴 ～二十五絃箏と低音二十五絃箏のための
- 五面の箏のためのシャコンヌ
- アワの歌
- 火輪
- 紅蓮Ⅱ ～尺八と箏のための二重協奏曲
- 炎の幻声 ～独奏十二弦箏と弦楽合奏のための協奏曲
- 巫幻楽
- 覡
- 赤光
- 蛍 ～篠笛独奏のための
- 時の陽炎 ～尺八、箏群と打楽器のための
- 瑠璃琴 ～独奏二十絃箏のための
- 耿 ～尺八独奏のための
- 秘水変幻 ～横笛と二十絃箏のための
- 沙羅双樹 ～5本の尺八のための

### 室内楽曲
- 2台ピアノのための「波うつ鏡」
- 八手のための舞曲
- 2台のピアノのための「水の詩曲」
- ピアノ連弾のための組曲「乳海攪拌」
- 断片と反響 ～ピアノ三重奏のための
- 弦楽四重奏のためのヘテロフォニー
- 弦楽四重奏曲第2番「光の波」
- 弦楽四重奏曲第3番「エイヴィアン（鳥）」
- 弦楽四重奏曲第4番「ヌルシンハ（人獅子）」
- 弦楽四重奏のための七つの断片と影
- 弦楽四重奏曲第5番「シェーシャ」
- 弦楽四重奏曲第6番「朱雀」
- 弦楽のためのラルゴ ～遠山一行先生の思い出に
- 弦楽のための 悲のメディテーション
- 青い龍 ～弦楽四重奏のための
- ヴィカラーラ ～12奏者と弦楽のための
- ロプノール（彷徨える湖） ～10奏者のための
- ケチャ ～6人の打楽器奏者のための
- ターラ ～6人の打楽器奏者のための
- マートラ ～独奏マリンバ、独奏ティンパニーと5人の打楽器奏者のための
- ティンパニ独奏者と5人の打楽器奏者のためのティンパニ協奏曲
- ペンタ ～5人の打楽器奏者のための
- 瞑想のパドマ
- レゴン
- カーラ
- エクタール
- 星辰神楽
- ヤントラ
- キトラ ～8台のマリンバのための
- 太陽の声
- 月の鏡 ～横笛と打楽器アンサンブルのための
- デュオローグ ～ティンパニとピアノのための
- カヤール
- 氷蜜 ～フルート・ソロのための
- 龍の笛 ～独奏フルートのための
- 微睡Ⅰ ～ヴァイオリンとピアノのための
- 微睡Ⅱ ～オーボエと2本のクラリネットのための
- 微睡Ⅲ ～クラリネットとピアノのための
- 迦楼羅 ～独奏オーボエのための
- 沈黙の秋 ～オーボエとピアノのための
- ハラーハラ ～アルト・サクソフォーンのための
- 水の影 ～アルト・サクソフォンのための
- ラメント ～アルト・サクソフォンとピアノのための
- マカラ ～クラリネットのための
- ウトパラ ～クラリネット・ソロのための
- 樹霊Ⅰ ～2本のクラリネットのための
- 樹霊Ⅱ ～5本のクラリネットのための
- 樹霊Ⅲ ～2本のバス・クラリネットのための
- 悲の河Ⅱ ～クラリネットと9人の奏者のための
- 水のオーラ ～クラリネットとピアノのための
- フルート、オーボエと弦楽三重奏のための「悲歌」
- 無伴奏ホルン・ソナタ
- ヘイロウス（光輪）
- 極光
- 深紅の呪文 ～トランペットとピアノのための
- アンティフォニー
- ルドラ ～ユーフォニアムとピアノのための
- キールティムカ ～ユーフォニアムとマリンバのための
- 秘儀Ⅵ《ヘキサグラム》
- 木霊 ～無伴奏ヴァイオリンのための
- ヴァイオリン・ソナタ
- 蓮華の光 ～オルガンとヴァイオリンのための
- 無伴奏ヴァイオリンソナタ第1番 <呪文>
- 無伴奏ヴァイオリンソナタ第2番 <霊媒>
- 無伴奏ヴァイオリンソナタ第3番 <炎の文字>
- ラティ ～2台のヴァイオリンのための
- 無伴奏ヴィオラソナタ第1番 <旋回舞踊>
- 無伴奏ヴィオラソナタ第2番 <C線のマントラ>
- 無伴奏ヴィオラソナタ第3番 <キメラ>
- アムリタ（不死の霊薬） ～ヴィオラのための
- 波のカノン ～ヴィオラ四重奏のための
- 8つのヴィオラのための <桜>
- 瑠璃光の庭 ～ヴィオラ・ダ・ガンバ四重奏のための
- 独奏チェロのための「悲歌」
- 雅歌Ⅳ ドローン上のヘテロフォニー
- リチュアル ～チェロとピアノのための
- チェロのためのオード
- カラヴィンカの歌 ～独奏チェロのための
- チェロと弦楽のための「見えざる河」
- マナⅠ ～12人のチェロ奏者のための
- マナⅡ ～女声と5人の打楽器奏者のための
- メディテーション ～バリトンとピアノと弦楽四重奏のための
- ソプラノと６奏者のための「受胎告知」
- 銀の糸
- 玉響
- 三つの戯画 ～ギター・ソロのための
- パドマ ～ギターのための
- ピパ
- 薔薇色の谷
- レジェンド（伝説曲）
- 幻の鏡像
- 独奏ハープと弦楽のための「睡蓮」
- プンダリーカ ～打楽器ソロのための
- 愛の三つの断片 ～独奏マリンバのための
- インプロヴィゼーション ～独奏マリンバのための
- ウォーター・ヴォイス ～マリンバとピアノのための
- 神籬 ～マリンバと打楽器のための
- ナタラージャへの前奏曲
- 繭 ～マリンバと弦楽四重奏のための
- デュオローグ
- 雅歌Ⅰ ～ヘテロフォニーの具象
- 雅歌Ⅱ ～ヘテロフォニーの抽象
- 雅歌Ⅲ ～ヘテロフォニーの概念化
- オルガヌムス
- 光の蜜
- ニルヴァーナ
- 黄昏 ～ソプラノ、トランペットとオルガンのための
- 雅楽 <古鳥蘇> の旋律による瞑想曲 ～2本のクラリネットとアコーディオンのための
- 木立をめぐる不思議
- 鳥の歌による幻想曲 ～ヴィオラ独奏のための

### ピアノ独奏曲
- ピアノ・ソナタ（1972年）
- 静寂と光（1997年）
- トリトローペ（1978年）
- ペンギン組曲（1983年）
- 鏡像A・B（1986年）
- ビコーズ（1991年）
- 星の鏡（1992年）
- 三つの幻影（1994年）
- オパール光のソナタ（1998年）
- タンゴ（1998年）
- 夜光（1999年）
- 夢魔（1999年）
- トッカータ（2000年）
- アリラン幻想曲（2002年）
- ヴィシュヌの化身（2002年）
- 夜の呪文（2003年）
- 薔薇の変容（2005年）
- カラヴィンカ（2006年）
- 神秘の鐘（2006年）
- パガニーニによる二つのロンド（2006年）
- スケルツォ・イン・D（2006年）
- 光の雫（2007年）
- 白昼夢（2009年）
- 炎の書（2010年）
- ピアノのための〈花弁の中で〉
- サファイア（2019年）
- 極楽鳥たちへの3つのエチュード（2023年）
- 古風な舞曲
- ラ・フォリア
- ユダヤの祈り
- シンコペーションダンス
- タランテラ
- 勇気のマーチ
- 秋の想い

### 合唱
- 無伴奏混声合唱のための「汨羅の淵より」（1978）
- 混声合唱組曲「まぼろしの薔薇」（1984/大手拓次）
- 猫が海へ （/工藤直子）
- 混声合唱組曲「そよぐ幻影」（1985/大手拓次）
- 女声合唱組曲「秘密の花」（1985/大手拓次）
- 無伴奏混声合唱のための「式子内親王の七つの歌」（1990）
- 無伴奏混声合唱のための「大悲心陀羅尼」（1990）
- 無伴奏混声合唱のための「炎の孤悲歌 －柿本人麻呂の歌に依る－」（1990）
- 無伴奏女声合唱のための「寂光哀歌」（1992/平家物語による）
- 混声合唱とピアノのための「水の祈祷」（1994）
- そして夜が明ける（1994/なかにし礼） - 第61回NHK全国学校音楽コンクール高等学校の部課題曲
- 無伴奏女声合唱のための組曲「祇園双紙」（1995/吉井勇）
- 女声合唱と四重奏のための「『青猫』の五つの詩」（1996/萩原朔太郎）
- 無伴奏女声合唱組曲「浮舟」（1998/源氏物語より）
- 無伴奏女声合唱のための「炎の挽歌」（2000/柿本人麻呂）
- 無伴奏女声合唱のための「青色廃園」（2000/村山槐多）
- 無伴奏混声合唱組曲「死にたまふ母」（2000/斎藤茂吉）
- 男声合唱と打楽器のための「かつて信仰は地上にあった」（2000/萩原朔太郎）
- 無伴奏混声合唱とカウンター・テナー（またはソプラノ）独唱のための「内部への月影」（2001/萩原朔太郎）
- 男声合唱とピアノのための「輪廻」（2001/萩原朔太郎）
- 無伴奏混声合唱組曲「蝶を夢む」（2002/中原中也、萩原朔太郎、大手拓次）
- 無伴奏混声合唱のための「両界真言」（2002/仏教経文による）
- 同声（女声または男声）三部とピアノのための組曲「永訣の朝]」（2006/宮沢賢治）
- 男声合唱組曲「まぼろしの薔薇」
- 同声（女声または男声）合唱とピアノのための組曲「夏の庭」
- 混声合唱とピアノのための組曲「大空の粒子」
- 無伴奏混声合唱組曲「鳥の国」（2010）
- 女声合唱とピアノのための組曲「花紅」（2010）
- 無伴奏同声三部合唱組曲「旅―悲歌が生まれるまで」
- 女声合唱とピアノのための「アノクダッチ幻想曲」（2012/宮沢賢治）
- 女声合唱とピアノのための「鈴の響」（/北原白秋）
- 「鎮魂歌―明日―風の中の挨拶」 佐々木幹郎の詩による3つの無伴奏女声合唱曲（/佐々木幹郎）

### オペラ
- 絵師 ～ソプラノと7人の奏者と4人のダンサーのための
- 音楽詩劇 不滅の国を求めて
- 八月の熱い雨
- エクスタシスへの雅歌
- 清姫 ～水の鱗
- バガヴァッド・ギーター ～二人の歌手と打楽器アンサンブルのための
- ふり返れば猫がいて
- 中也！
- 「紫苑物語」（新国立劇場委嘱作品、2019年2月初演）
- デュオ・オペラ「山猫飯店」

### 電子音楽
- オード・フォア・エクスタシス

## ディスコグラフィー
- 光の蜜～西村朗の音楽I（フォンテック）
- 光の鏡～西村朗の音楽II（フォンテック）
- 光の波～西村朗の音楽III（フォンテック）
- 静寂と光～西村朗の音楽IV（フォンテック）
- 光の鳥～西村朗の音楽V（フォンテック）
- 西村朗 作品集AKIRA NISHIMURA CMCD-99052（カメラータ・トウキョウ）
- 蓮華化生～西村朗 管弦楽作品集【西村 朗 作品集1】（カメラータ・トウキョウ）
- 残光～西村 朗：ヴァイオリン協奏曲 第1番【西村 朗 作品集2】（カメラータ・トウキョウ）
- 迦楼羅～西村 朗 管弦楽作品集【西村 朗 作品集3】（カメラータ・トウキョウ）
- 時の陽炎～三橋貴風 プレイズ 西村 朗 【西村 朗 作品集4】（カメラータ・トウキョウ）
- エイヴィアン［鳥］～アルディッティSQ プレイズ 西村 朗【西村 朗 作品集5】（カメラータ・トウキョウ）
- ヴィシュヌの化身～高橋アキ プレイズ 西村朗 【西村朗 作品集6】（カメラータ・トウキョウ）
- 西村 朗：魂の内なる存在～西村 朗 協奏曲集【西村 朗 作品集 7】（カメラータ・トウキョウ）
- 西村朗：メタモルフォーシス～西村朗 室内交響曲集 【西村朗 作品集 8】（カメラータ・トウキョウ）
- オパール光のソナタ～碇山典子 プレイズ 西村 朗 【西村 朗 作品集 9】（カメラータ・トウキョウ）
- 西村 朗：秘密～マニの光～西村 朗 管弦楽作品集【西村 朗 作品集 10】（カメラータ・トウキョウ）
- 西村 朗：幻影とマントラ～西村 朗 管弦楽作品集【西村 朗 作品集 11】（カメラータ・トウキョウ）
- 旋回舞踊─超絶技巧ソロ 佐藤俊介 プレイズ 西村 朗～西村 朗 弦楽器作品集 【西村 朗 作品集 12】（カメラータ・トウキョウ）
- 西村 朗：オーケストラのための〈蘇莫者〉～大阪センチュリー交響楽団、沼尻竜典【西村 朗 作品集 13】（カメラータ・トウキョウ）
- 西村 朗 室内楽作品集 ヌルシンハ［人獅子］～西村 朗 室内楽作品集【西村 朗 作品集 14】（カメラータ・トウキョウ）
- 東京シンフォニエッタ プレイズ 西村 朗 第1集～虹の体【西村 朗 作品集 15】（カメラータ・トウキョウ）
- 東京シンフォニエッタ プレイズ 西村 朗 第2集～天女散花【西村 朗 作品集 16】（カメラータ・トウキョウ）
- いずみシンフォニエッタ大阪 プレイズ 西村 朗～沈黙の声【西村 朗 作品集 17】（カメラータ・トウキョウ）
- インデアミューレ＋いずみシンフォニエッタ大阪 プレイズ 西村 朗～四神【西村 朗 作品集 18】
- アルディッティSQ プレイズ　西村 朗～シェーシャ［聖蛇］【西村 朗 作品集 19】
- 華開世界〜西村朗管弦楽作品集
- ブルーノ・カニーノ プレイズ 西村 朗（カメラータ・トウキョウ）
- ケチャ…彩色打楽～西村 朗 作品集／パーカッション・グループ 72（カメラータ・トウキョウ）
- カール・ライスター プレイズ 西村 朗（カメラータ・トウキョウ）
- 西村朗作品集 第1巻 ／ 当間修一・大阪ハインリッヒ・シュッツ室内合唱団ほか（大阪コレギウム・ムジクム）

## 出演
- 現代の音楽（NHK-FM）
- N響アワー（NHK教育）